# Vincent Shomo
Vincent Shomo (30 de julho de 1940, Nova York), também conhecido como Vince Shomo, foi um desportista pugilista norte-americano. Foi medalhista de ouro dos Jogos Pan-Americanos em Chicago, em 1959..

## Biografia
Vincent Shomo Cresceu nas ruas do Harlem, em Nova York, na década de 1950. Shomo afirma que começou a praticar o pugilismo "inicialmente para impedir que os valentões me agredissem e pegassem meu dinheiro" e para não ter que vender drogas nas ruas como faziam outros jovens da época. Porém, Shomoe acabou por se interessar pelo esporte e passou a participar do New York Golden Gloves.
Como amador, Shomo ganhou quatro títulos New York Golden Gloves em cinco anos, começando com o campeonato sub-jovem de 1956 em 126 libras, seguido pelos títulos abertos de 135-libras em 1957, 1959 e 1960; sendo detentor do maior número de nocautes já registrados nesta competição. Ainda como amador obteve três campeonatos nacionais da AAU em 1957, 1959 e '1960, dois títulos do Torneio dos Campeões e no Campeonato Intercity.
Em 1959, Shomo obteve o primeiro lugar na categoria meio-médios dos Jogos Pan-americanos, realizada em Chicago . Nas quartas de final dos Jogos Pan-Americanos derrotou o brasileiro Jorge Sacomãn. No duelo da semifinal, o Shomo enfrentou o representante mexicano Humberto Dipem, com quem venceu por nocaute técnico no primeiro round. Na final, ele enfrentou o argentino Luis Aranda, derrotando-o por nocaute técnico no primeiro turno. Em 1960, ele se tornou o campeão americano na categoria comercial leve. Na final do campeonato, ele derrotou os pontos de Quincey Daniels
Em 26 de agosto de 1961, o brasileiro Fernando Barreto venceu por pontos, o então invicto, Vincent Shomo; no Madison Square Garden, em Nova York. Antes de terminar sua carreira profissional, que de 1960 a 1968, Shomo lutou ainda contra o galês Brian Curvis, sendo derrotado no Sophia Gardens Pavilion, em Cardiff, no Reino Unido
Retornaria na década de 1980 ao esporte, agora na função de treinador de Mark Breland que buscava o quinto título no New York Golden Gloves em 1984. Mark Breland acabaria por tornar-se o maior detentor em número de títulos, superando o próprio Vincent Shomo que tinha quatro títulos.
Aposentado, residindo em Stroudsburg, na Pensilvânia, foi homenageado ao ter seu nome incluído no hall da fama do New York Golden Gloves.